# Sandra Stojiljkovic
Sandra Stojiljkovic, född 19 november 1981 i Malmö, är en svensk skådespelare.

## Biografi
Stojiljkovic är knuten till Malmö stadsteater sedan 2008 och har medverkat i ett drygt 20-tal produktioner på teatern. Hon har även medverkat i ett antal tv-serier, bland annat Tunna blå linjen där hon spelar rollen som Dani.
Stojiljkovic, som är uppvuxen i Malmö, är utbildad vid Teaterhögskolan i Malmö och tog examen där 2008. Under utbildningen 2006 genomförde hon praktik på Angereds Teater och medverkade då i föreställningen The Mental States of Gothenburg. Efter studierna blev hon knuten till Malmö Stadsteater.
År 2009 blev Stojiljkovic uppmärksammad för sin roll i föreställningen Panik panik kom inte hit, som hon skapade tillsammans med Emma Broström och bygger på Stojiljkovic berättelse om sin uppväxt. Pjäsen uppfördes på nytt 2019, åter med Stojiljkovic i huvudrollen.
Stojiljkovic är gift och bosatt i Åkarp i Burlövs kommun.

## Filmografi i urval
- 2009 – Wallander – Cellisten
- 2015 – Bron (TV-serie)
- 2020 – Top Dog (TV-serie)
- 2021–2024 – Tunna blå linjen (TV-serie)
- 2022 – Försvunna människor (TV-serie)
- 2024–2024 – Doktrinen (TV-serie)

## Teater

### Roller
| År   | Roll    | Produktion                                                 | Regi             | Teater                                                           |
| ---- | ------- | ---------------------------------------------------------- | ---------------- | ---------------------------------------------------------------- |
| 2008 |         | Zlatans leende Dennis Magnusson                            | Dennis Sandin    | Malmö stadsteater                                                |
| 2014 |         | De sista trollen Dennis Magnusson                          | Dennis Sandin    | Malmö stadsteater                                                |
| 2019 | Kvinnan | En handelsresandes död (Death of a Salesman) Arthur Miller | Dennis Sandin    | Malmö stadsteater                                                |
| 2022 |         | Robin Hoods hjärta (The Heart of Robin Hood) David Farr    | Ronny Danielsson | Malmö stadsteater                                                |
| 2024 | Amy     | Två systrar David Greig                                    | Wils Wilson      | Malmö Stadsteater i samarbete med Royal Lyceum Theatre Edinburgh |